# Co Bouwens
Jacobus Anthonie (Co) Bouwens (Krabbendijke, 24 november 1924 – Amsterdam, 17 maart 2005) was een Nederlands voetballer.

## Biografie
Co Bouwens was de zoon van Johannes Bouwens en Leuntje Lavooij. Hij trouwde op 23 november 1951 met Vera Reiter.
Hij speelde van 1950 tot 1954 bij AFC Ajax als middenvelder. Van zijn debuut in het kampioenschap op 17 september 1950 tegen Wageningen tot zijn laatste wedstrijd op 28 november 1954 tegen VVV speelde Bouwens in totaal 99 wedstrijden en scoorde 22 doelpunten in het eerste elftal van Ajax. Na een periode in Ajax vertrok hij naar AFC.
In 1979 werd hij voorzitter van de Raad van Bestuur van Bols Nederland BV.
Hij overleed op 17 maart 2005 op 80-jarige leeftijd.

## Statistieken
| Club  | Seizoen | Competitie | Competitie | Beker | Beker | Totaal | Totaal |
| Club  | Seizoen | Wed.       | Dlp.       | Wed.  | Dlp.  | Wed.   | Dlp.   |
| ----- | ------- | ---------- | ---------- | ----- | ----- | ------ | ------ |
| Ajax  | 1950/51 | 20         | 2          | -     | -     | 20     | 2      |
| Ajax  | 1951/52 | 30         | 5          | -     | -     | 30     | 5      |
| Ajax  | 1952/53 | 25         | 12         | -     | -     | 25     | 12     |
| Ajax  | 1953/54 | 23         | 3          | -     | -     | 23     | 3      |
| Ajax  | 1954/55 | 1*         | 0          | -     | -     | 1      | 0      |
| Total | Total   | 99**       | 22         | -     | -     | 99     | 22     |

- * Exclusief zeven wedstrijden van het afgebroken competitie amateurs.
- ** 106 wedstrijden inclusief zeven wedstrijden van het afgebroken competitie amateurs.